# Umbros
Los umbros fueron un pueblo itálico cuya presencia en Italia se remonta al II milenio a. C. (en Umbría la presencia del hombre existe desde el Paleolítico). Hablaban una lengua indoeuropea del grupo osco-umbro, el umbro, escrito con alfabeto propio de derivación greco-occidental, no muy diferente de los otros alfabetos itálicos.
Ocuparon un área que, en la época clásica, se extendía desde la cuenca media y superior del Tíber hasta el mar Adriático, alcanzando a la actual Romaña: limitaba al oeste con el Tíber y al este con el mar Adriático; en un principio habían ocupado los territorios de la actual Toscana y el Valle del Po, pero después, por la expansión de los celtas y los etruscos, los límites de la antigua Umbría fueron confinados a la zona este del curso medio del Tíber; mientras que al oeste del río florecía la potencia etrusca.

## Etnónimo
No se sabe si los umbros se denominaban a ellos mismos con un endoetnónimo,  ni cual sería la forma. El término "umbros" proviene del etnónimo  con el cual el pueblo era indicado por sus vecinos latinos (del latín umbri) y de los griegos (del griego  Ὄμβροι o Ὀμβρικόι).

## Historia

### Los orígenes de la "Gran Umbría" (siglosX-IVa.C.)
La llegada de los pueblos umbros a Italia, procedentes de Europa centro-oriental donde se cristalizaron como grupo lingüístico autónomo dentro de la familia indoeuropea, por lo general se sitúa en la segunda mitad del II milenio a. C., probablemente alrededor del siglo XII a. C., aunque las estimaciones de este proceso son aún objeto de debate histórico. Algunos estudiosos sitúan a la llegada de los osco-umbros a Italia en relación con el desarrollo de la civilización villanovana cronológicamente compatible; pero tal vínculo es solo una de las hipótesis formuladas, aunque reforzada por el hecho de que los asentamientos históricos de los umbros, sobre todo en la fase de la "Gran Umbría", coinciden sustancialmente. con el área villanovana.
Plinio el Viejo, afirma:

«Umbrorum gens antiquissima Italiae existimatur, ut quos Ombrios a Graecis putent dictos, quod in inundatione terrarum imbribus superfuissent. Trecenta eorum oppida Tusci debellasse reperiuntur.» (en latín)
«La población umbra es considerada la más antigua de Italia, se cree que los umbros habían sido llamados ombrios por los griegos porque eran los sobrevivientes de la lluvia cuando la tierra fue inundada. Está comprobado que los etruscos sometieron a trescientas ciudades de Umbría. »
Plinio el Viejo, Naturalis Historia III, 112-113

Esta descripción es considerada en la actualidad con cuidado. Si bien es cierto que la zona estaba habitada durante milenios antes de la llegada de los indoeuropeos, en los tiempos de Plinio los umbros eran  considerados la población "más antigua de Italia" entre los entonces habitantes de la península italiana, a saber, los demás itálicos y los etruscos. Inicialmente, los umbros habían ocupado los territorios de la actual Toscana y el Valle del Po, que más tarde fue conquistada por los etruscos y los galos (este territorio se llama "Gran Umbría").
Inicialmente organizados, sobre todo, en pequeñas villas fortificadas sobre colinas, alrededor del siglo X-siglo IX a. C., los umbros comenzaron a agruparse en ciudades, entre estas se encontraban Asisium, Fanum Fortunae, Fulginium (o Fulginia), Ikuvium, Interamna Nahars, Kamars, Luceoli, Mevania, Mevaniola, Narnia Nahars, Noukria, Ostra, Pisaurum, Plestia, Sarsina, Spoletium, Tarsina, Tifernum, Tutere, Vettona. Se trataban de ciudades Estado federadas entre sí. Según Estrabón, Marco Juniano Justino y Plinio el Viejo, entre las ciudades fundadas por los umbros se encontraban, entre otras, Rímini y Rávena y Butrio; Mario Servio Honorato dice que también Mantova era una ciudad umbra.
Después de la llegada de los etruscos, que tomaron los territorios occidentales de Umbría, los de la actual Toscana y de la Etruria tiberina, su territorio se redujo gradualmente también al oeste, al sur y al este, a raíz de la expansión de los sabinos y de los picenos (ambos pueblos derivados, en realidad, de los umbros mismos, a través de la institución del Ver Sacrum) y de los  galos senones.

### La conquista romana

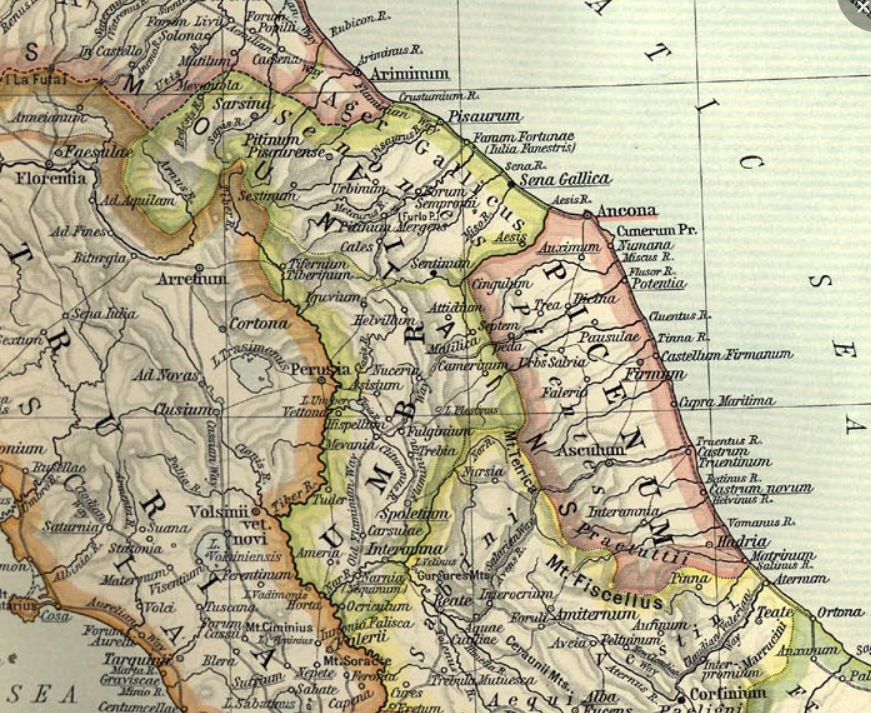
Mapa de Umbría, dentro de la Italia romana.

A partir del final del siglo IV a. C., los umbros tuvieron contacto con los romanos. Algunos años más tarde, era ocupada la ciudad de Nequinum, donde fue fundada la primera colonia romana: Narnia Nahars (la actual Narni), en 299 a. C. Después de la batalla de Sentino, en el 295 a. C., en la que el ejército romano se enfrentó a la liga galo-etrusco-itálica, el pueblo umbro fue sometido pacíficamente por los vencedores, que premiaron la sustancial neutralidad de los umbros en la precedente guerra permitiéndoles el mantenimiento de las costumbres y de la religión e iniciaron una colonización del territorio. Los romanos fundaron numerosas colonias latinas y romanas (además de la mencionada en 299 a. C.), entre las cuales Spoleto, fundada en el 241 a. C.; y construyeron importantes arterias viales como la Via Flaminia (220 a. C.). En época romana los umbros contaban con 44 ciudades con el título de municipium o colonia. La conquista de Umbría fue completada aproximadamente en 260 a. C.
Cuando Aníbal pasó por la Italia central, durante la segunda guerra púnica, los umbros se mantuvieron fieles a Roma. Los umbros conservaron su propia identidad cultural al menos hasta el siglo I a. C., época a la cual pertenecen los textos más recientes en idioma umbro, contenidos en las Tablas Eugubinas; luego se completó el proceso de latinización del pueblo.
Las ciudades de Umbría contribuyeron con tropas al ejército romano en muchas guerras; por ejemplo, a Escipión el Africano en 205 a. C., durante la segunda guerra púnica. La guardia pretoriana reclutó miembros en Etruria y en Umbría. Los umbros jugaron un importante papel en la guerra Social, por el cual se les otorgó la ciudadanía romana en el año 90 a. C., a través de la Lex Iulia, un año antes que a los demás itálicos, los cuales se volvieron todos ciudadanos romanos de pleno derecho en el año 89 a. C., a través de la Lex Plautia Papiria, ley que otorgó la ciudadanía romana a todos aquellos habitantes de Italia que no la habían ya obtenida anteriormente. A partir de entonces los umbros se volvieron definitivamente parte de la Regio VI Umbria, dentro de la Italia romana.

## Religión
La religión umbra es conocida principalmente a través de las Tablas eugubinas, redactadas entre el siglo V a. C. y el siglo I a. C., pero que probablemente reportan textos mucho más antiguos. Estos documentos recogen prescripciones para el colegio sacerdotal de los Fratres Atiedii, compuesto por doce sacerdotes devotos del dios Ju-pater (equivalente al dios latino Júpiter). Junto a Ju-pater, tuvo gran importancia la diosa Cupra (Cubrar en idioma umbro), divinidad ctonia similar a la Gran Madre que los romanos identificaron con su Bona Dea.

## Economía
Anteriormente al siglo X a. C., este pueblo pacífico (a diferencia de otros pueblos itálicos) desarrolló una economía esencialmente ligada a la agricultura, al trabajo y la elaboración de los metales.

## Idioma

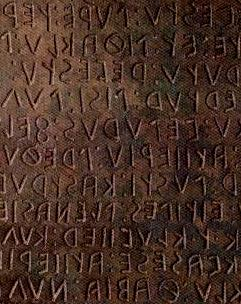
Detalle de una tabla eugubina.

El único documento escrito importante, útil para el estudio directo de este pueblo, está representado por las Tablas eugubinas, que fueron definidas por el mayor estudioso de la lingüística itálica del 1900, Giacomo Devoto:

… constituyen el más importante texto ritual de toda la antigüedad clásica. No poseen ninguna similitud con el latín ni con el griego: para encontrar paralelismos, se necesita recurrir a la literatura del cercano o lejano Oriente.
Giacomo Devoto, Le tavole di Gubbio

El umbro pertenece  al mismo grupo que el idioma osco y los textos redactados en esos dos idiomas representan la principal fuente de conocimiento del idioma osco-umbro. Respecto al osco, el umbro presenta sin embargo algunos caracteres peculiares, tales como la pérdida de -d final en el ablativo, el rotacismo de -s-, el pasaje de -ns a -f y  la monoptongación de los diptongos (reemplazo de los elementos de un diptongo por una vocal). También los sufijos del perfecto difieren: -l- y -nç- en umbro, -tt- en osco.
A una fase lingüística mucho más arcaica del umbro respecto a las Tablas, denominado también "umbro antiguo", vienen acompañadas algunas inscripciones encontradas sobre la costa adriática entre el Picenum y el Samnio, en particular la Stele di Loro Piceno encontrada en 1943.

## Cultura
De las Tablas se presume que los Umbros tenían una estructura religiosa, política y legislativa compleja y muy desarrollada y que el pueblo estaba organizado en ciudades Estado federadas entre sí. Parece que la misma cultura de Roma le debía mucho a la cultura umbra.